# Spoorwegstakingen van 1903

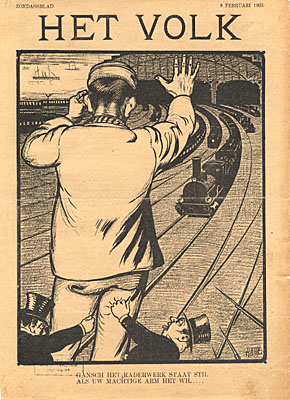
"Gansch het raderwerk staat stil, als uw machtige arm het wil" - spotprent van Albert Hahn

De spoorwegstakingen van 1903 waren stakingen in Nederland van onder andere het spoorwegpersoneel, over het recht van werknemers om zich te organiseren in een vakbond en onderhandelingen te voeren en het stakingsrecht.
Aan het begin van de 20e eeuw verboden sommige werkgevers het vakbondslidmaatschap van hun arbeiders, terwijl in sommige bedrijven het verplicht vakbondslidmaatschap gold. Dit leidde in januari 1903 tot een arbeidsconflict in de Amsterdamse haven, dat zich al snel over het land uitbreidde.

## De eerste stakingsgolf

### De aanleiding
Bij het bedrijf Wilhelm Müller & Co. in het Amsterdamse havengebied gold sinds 1902 een organisatieplicht. Dat wil zeggen dat alle arbeiders er lid van een vakbond moesten zijn. De arbeiders van het Blauwhoedenveem, een ander Amsterdams havenbedrijf, waren ongeorganiseerd; zij mochten van de directie geen lid worden van de bond. Toen twee arbeiders (controleurs) van het Blauwhoedenveem op 8 januari goederen in ontvangst kwamen nemen bij Müller & Co, weigerden de georganiseerde arbeiders bij Wilhelm Müller & Co. en Purperhoedenveem om de goederen mee te geven aan de ongeorganiseerde arbeiders van het Blauwhoedenveem. Nadat zij op 9 januari in hun weigering volhardden, werden zij ontslagen en door anderen vervangen. Toen op 10 januari een schip voor Müller & Co. gelost moest worden, weigerden de bootwerkers van deze firma met de nieuw aangestelde arbeiders te werken. Ook zij werden ontslagen.
Op 13 januari 1903 kwamen een paar duizend transportarbeiders in vergadering bijeen. Ze namen een motie aan, die eindigde met de woorden:
'Besluit sarrensmoede, de lijdelijke houding, welke door ons twee jaar lang is aangenomen te laten varen, en wanneer de directie van het Blauwhoedenveem niet ingaat op de eischen, gesteld door de handels- en pakhuisbediendenvereeniging "Handel en Nijverheid" en door de dok- en veemarbeiders, Woensdag 14 januari a.s. des avonds om 8 uur de staking en den boycot uit te spreken over het Blauwhoedenveem'.
De Vereeniging van Werkgevers op Scheepvaartgebied zei wel te willen praten, maar niet met de Scheeps- en Bootwerkersvereeniging 'Recht en Plicht', omdat die 'leugenachtige en opruiende artikelen' zou schrijven in haar bondskrant 'De Propagandist'. Op 13 of 14 januari reageerde de Nationale Federatie van Transportarbeiders. De federatie vergaderde in d'Geelvinck - destijds Singel 530 - in Amsterdam en eiste de erkenning van 'Recht en Plicht' als vakbond en als gesprekspartner. Anders zou er een staking volgen.
Een handvol spoorwegarbeiders op de Amsterdamse Rietlanden deed mee aan de boycot van het Blauwhoedenveem.

### Grootschalige acties
De acties breidden zich als een olievlek uit. Op 29 januari lagen alle treinstations in Amsterdam plat. Acht andere spoorwegknooppunten deden aan de staking mee.
Op 31 januari gaven de werkgevers toe:
- Ontslagen stakers werden weer aangenomen.
- Het loon over de stakingsdagen werd doorbetaald.
- De vakbonden werden erkend.

## De tegenreactie
De omvang en het succes van de eerste spoorwegstakingen verrasten vriend en vijand. Bekend was het motto, ontleend aan een spotprent van Albert Hahn in het socialistische Zondagsblad van Het Volk van 8 februari 1903: 'Gansch het raderwerk staat stil, als uw machtige arm het wil' (een echo van de dichtregels van Georg Herwegh: 'Alle Räder stehen still / Wenn dein starker Arm es will'. Tegelijkertijd riep de staking bij de bezittende klasse in Nederland het schrikbeeld op van een dreigende sociale omwenteling. Er ontstond een hysterische reactie. Kranten eisten van de regering dat ze hard zou optreden.
Het kabinet-Kuyper vreesde dat de actie de voorbode zou vormen van een beweging die het hele politieke bestel wilde opblazen en ontwikkelde wetten waarin het staken van overheidspersoneel en spoorwegpersoneel met vier tot zes jaar gevangenis werd bestraft in het Wetboek van Strafrecht.
Op 20 februari werd het 'Comité van Verweer' opgericht, ter voorbereiding van "een algemeene werkstaking, geproklameerd tot wering der dwangwetten". Daags daarop werd als tegenactie een protestants-christelijk 'Comité van Verdediging' gevormd, en op 22 maart een rooms-katholiek 'Comité van Actie'. Het conflict kwam steeds verder op scherp te staan.
Op 25 februari diende Abraham Kuyper met de ministers Loeff en De Marez Oyens drie wetsvoorstellen in de Tweede Kamer in, die behelsden:
- staken werd strafbaar gemaakt voor ambtenaren en werknemers in bepaalde sectoren, waaronder de spoorwegen;
- de instelling van een staatscommissie die belast werd met onderzoek naar de rechtspositie van spoorwegambtenaren;
- de oprichting van een spoorwegbrigade die de orde bij de spoorwegen moest bewaken.

De socialisten noemden deze wetten 'dwangwetten' en 'worgwetten'. De wetten werden met spoed aangenomen.

## Algemene werkstaking

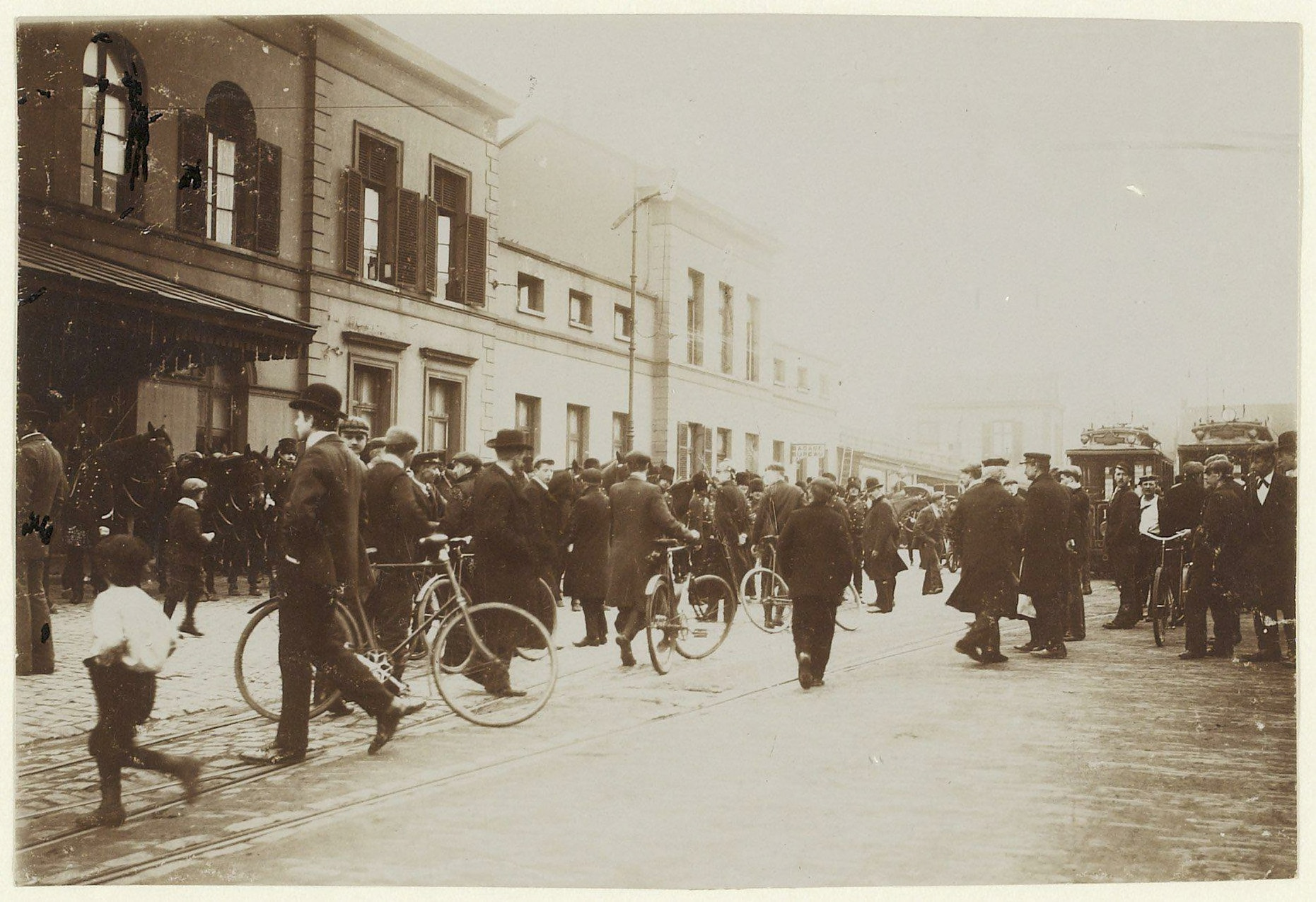
Haarlemse deelnemers aan de landelijke spoorwegstaking voor het stationsgebouw aan het Stationsplein

Het Comité van Verweer riep voor 5 of 6 april 1903 een spoorwegstaking tegen beperking van het stakingsrecht uit. Op 8 april namen arbeiders in andere bedrijfstakken de staking uit solidariteit over waardoor een algemene staking ontstond.

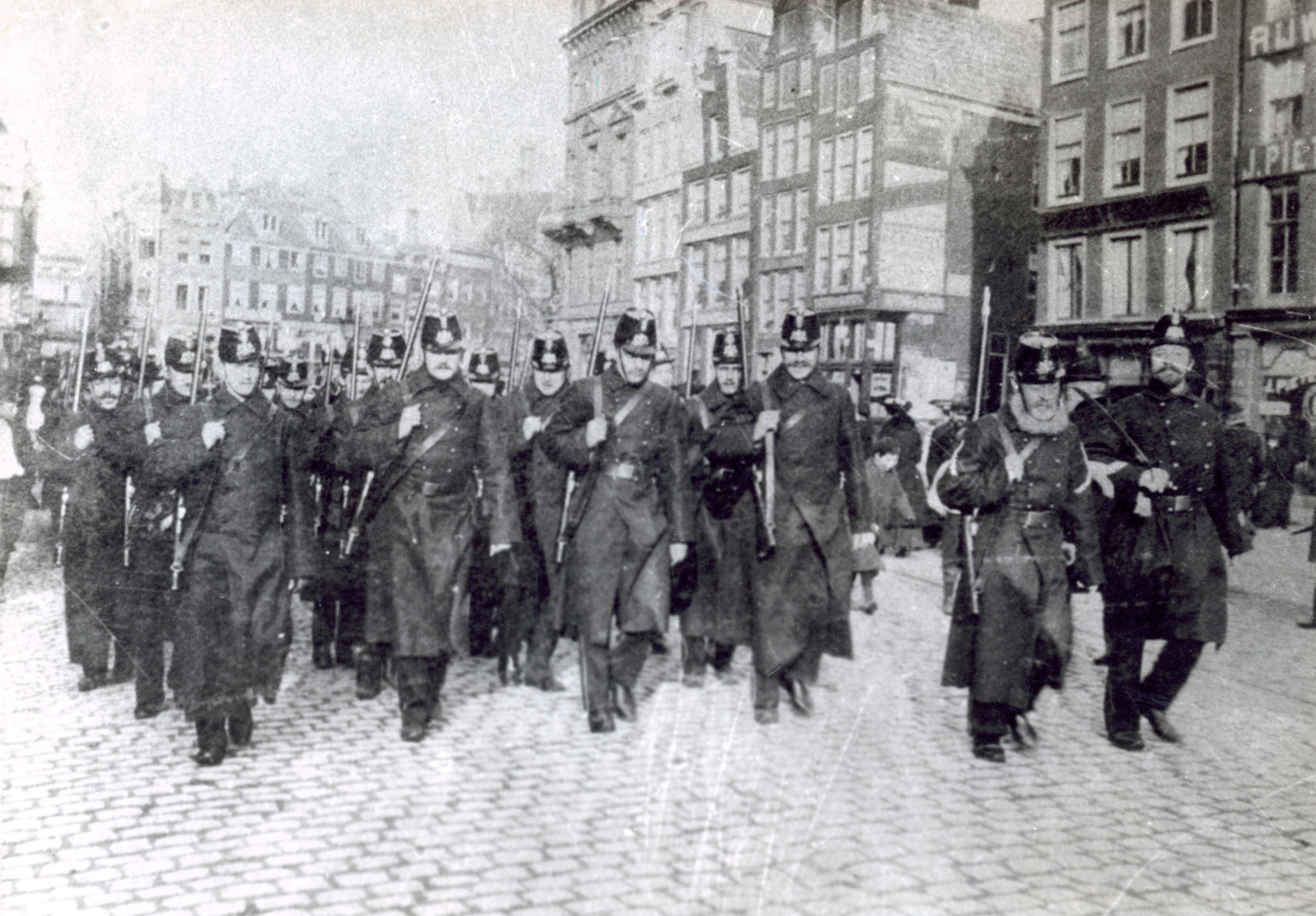
Militairen tijdens de stakingen

De staking was vrij algemeen, maar werd bij de spoorwegen de kop in gedrukt door het leger en de 'Bonden van Orde'.
Op 9 april keurde de Tweede Kamer de worgwetten goed en op diezelfde dag besloot het Comité van Verweer de stakingsactie te beëindigen met ingang van 10 april, 's middags om 12 uur. Interne verdeeldheid binnen de vakbeweging belemmerde een effectief resultaat. Sommige werknemers bij het spoor werkten gewoon door.
Bij de spoorwegen werden in reactie op de stakingsacties volgens sommige bronnen 2000 arbeiders ontslagen, volgens andere bronnen wel 3000 tot 5000. 10 procent van de werknemers bij de Staatsspoorwegen (SS) en de Hollandsche IJzeren Spoorweg-Maatschappij (HIJSM) raakte zijn baan kwijt.
Naar aanleiding van de stakingen en de bezettingsacties die daarbij plaatsvonden, werd art.284 Sr, de strafbepaling ter zake dwang door middel van geweld of dreiging met geweld, uitgebreid middels de strafbaarstelling van tevens dwang middels feitelijkheid, om bij gelegenheid ook strafrechtelijk te kunnen optreden tegen acties waarbij (net) geen geweld gebruikt wordt.

## Gevolgen
De teleurstelling en verbittering over de afloop van de spoorwegstakingen waren in socialistische kring buitengewoon groot. In 1905 gingen de socialisten de verkiezingen in met de leuze 'Weg met Kuyper'. De confessionelen van Abraham Kuyper leden een verkiezingsnederlaag.
Binnen de vakbeweging drong het besef door dat een meer centrale leiding voorwaarde was voor meer macht. Dit leidde er mede toe dat in 1906 de vakcentrale Nederlands Verbond van Vakverenigingen (NVV) werd opgericht, onder aanvoering van  Henri Polak.
Drie jaar later, in 1909, werd het Christelijk Nationaal Vakverbond (CNV) opgericht. Dit kan volgens Herman Langeveld niet los worden gezien van de les die Abraham Kuyper uit de spoorwegstaking had geleerd: de vakbonden waren geheel onder het beslag van het socialisme gekomen, en daarom moesten er ook vakorganisaties op levensbeschouwelijke grondslag komen.
Het stakingsverbod voor ambtenaren en spoorwegpersoneel zou pas worden opgeheven bij wet van 14 december 1979, in werking getreden op 16 januari 1980.